# 呂啟俊
呂啟俊（1966年1月23日—），中華民國政治人物、澎湖縣七美鄉第17、18屆鄉長。

## 生平
呂啟俊出生於澎湖縣，畢業於空軍通信電子學校。
曾任澎湖縣議員助理，平和社區發展協會理事，七美鄉平和村村長，七美鄉公所秘書，
呂啟俊於2018年11月24日地方公職人員選舉投票開票日獲得1795票當選七美鄉鄉長，於2022年再次參選以1350票當選連任七美鄉鄉長。
在鄉長任內 請「地圖製造」幫忙設計帽子，只提出簡單的「簡單明瞭，辨識度高，年輕人會喜歡」需求，而設計師開玩笑的畫出「七個美」的設計圖，沒想到鄉長呂啟俊竟然一口答應，卻意外帶動風潮，以霸氣外露贏得好評，並在網路爆紅，更帶動有「數字」的鄉鎮一陣模仿風。
繼「七美帽」之後，成為七美熱搜焦點，號稱「點子王」的七美鄉長呂啓俊，再推出「七美T恤 」、「住美代表polo衫」，並邀請綜藝大姐大白冰冰，擔任七美文創品最強的代言人。白冰冰在主持「 我愛冰冰秀」時，穿著「七美」運動衫，大跳科目三舞蹈，展示鄉長呂啓俊贈送的七美運動衫。

## 選舉紀錄
| 年度 | 選舉屆數                                       | 選舉區 | 所屬政黨 | 得票數 | 得票率  | 當選標記 | 備註 |
| ---- | ---------------------------------------------- | ------ | -------- | ------ | ------- | -------- | ---- |
| 2022 | 2022年中華民國鄉鎮市區長選舉選舉區投票結果列表 | 七美鄉 | 無黨籍   | 1,350  | 69.23%  |          |      |
| 2018 | 2018年中華民國鄉鎮市區長選舉選舉區投票結果列表 | 七美鄉 | 無黨籍   | 1,795  | 100.00% |          |      |